# James Hutton
Pour les articles homonymes, voir Hutton.
James Hutton (3 juin 1726 à Édimbourg en Écosse - 26 mars 1797 dans la même ville) est un géologue écossais connu pour sa formulation de l'uniformitarisme (aussi nommé actualisme) et l'école du plutonisme. C'est l'un des pères de la géologie moderne.

## Ses études
Il étudie la médecine et le droit puis se sent attiré par la science naissante de la géologie. Tandis qu'il travaille dans le Berwickshire durant les années 1750-1760, il découvre toute une variété d'idées pour expliquer les formations rocheuses qu'il voit autour de lui. Il s'installe à Édimbourg où il rencontre des esprits brillants tels que John Playfair et Joseph Black.

## Ses théories
Ses nouvelles théories le mettent en opposition avec le neptunisme de Abraham Gottlob Werner, alors très populaire, selon lequel les roches se sont formées à partir de la cristallisation de minéraux dans les océans du passé de la Terre. Werner note par exemple que de nombreuses couches de roches sédimentaires rencontrent d'autres couches avec des angles inhabituels, ce qui suggère que la première couche s'est déposée puis déformée et qu'une autre couche s'est déposée par-dessus. Il propose aussi que l'intérieur de la terre est chaud et que cette chaleur est le moteur de la création de nouvelles roches : l'érosion par le vent et l'eau produit des sédiments qui se déposent en couches dans la mer puis la chaleur consolide ces sédiments. Cette théorie est appelée le neptunisme. 
Hutton, avec l'école plutoniste, établit l'origine intrusive du granite.
À la même époque il propose que l'échelle de temps utilisée pour décrire le passé de la terre soit changée. Il s'oppose au catastrophisme qui considère que la terre est vieille d'au plus quelques milliers d'années en accord avec certaines croyances religieuses en proposant l'uniformitarisme ; son point de vue est toutefois trop tranché en émettant l'hypothèse d'une Terre infiniment vieille. Sa ligne de pensée principale est que la Terre s'est formée graduellement par des forces qui existent encore de nos jours. Comme ces processus sont très lents la Terre doit être beaucoup plus ancienne que ce que prône le catastrophisme. Dans les décennies suivantes les recherches qui suivent cette idée augmentent l'âge de la Terre de plusieurs millions d'années, pas encore assez en regard des connaissances de notre siècle, mais une amélioration significative. Hutton a aussi, bien avant Charles Darwin, proposé l'uniformitarisme pour les espèces vivantes — l'évolution dans un certain sens — suggérant même la sélection naturelle comme un des mécanismes possibles :
« […] si un organisme n'est pas placé dans la situation et les circonstances les mieux adaptées pour sa subsistance et sa propagation alors, en concevant une variété infinie entre les individus de cette espèce, nous sommes assurés que, d'une part les individus qui sont le plus éloignés de la constitution la mieux adaptée sont les plus probables à périr tandis que d'autre part les organismes avec la constitution la mieux adaptée pour les circonstances présentes continueront à être les mieux adaptés en se préservant et en se multipliant. »
— James Hutton, An Investigation of the Principles of Knowledge and of the Progress of Reason, from Sense to Science and Philosophy, volume 2
La théorie de Hutton publiée dans An Investigation of the Principles of Knowledge and of the Progress of Reason, from Sense to Science and Philosophy était écrite dans un style peu clair et à la limite du lisible ce qui a empêché l'acceptation de ses idées. C'est donc Charles Darwin, influencé par le disciple de Hutton, Charles Lyell, qui popularisera cette idée nouvelle et qui apportera suffisamment de faits nouveaux pour vaincre la résistance de la communauté scientifique à cette théorie. La clarification de son ami John Playfair, puis l'appui de Charles Lyell dans les années 1830 ont réhabilité les idées de Hutton. Sa théorie devient si prééminente qu'elle est en partie responsable de la résistance initiale à certaines théories plus récentes, telles que la tectonique des plaques ou les extinctions massives causées par des impacts météoriques.